# Directory Access Protocol
Directory Access Protocol (DAP) – standard stworzony przez ITU-T oraz ISO w roku 1988 w celu dostępu do usługi katalogowej X.500. DAP stworzony był z myślą wykorzystania go przez systemy klienckie, jednak nie stał się popularny, ponieważ w chwili jego powstania istniało niewiele pełnych implementacji modelu OSI mogących działać na takich maszynach. Podstawowymi operacjami DAP są Bind, Read, List, Search, Compare, Modify, Add, Delete oraz ModifyRDN. Wymienione metody zostały później wykorzystane przez usługi katalogowe Novella oraz Lightweight Directory Access Protocol (LDAP).